# Cáo Rüppell
Cáo Rüppell (danh pháp hai phần: Vulpes rueppellii) là một loài động vật thuộc chi Cáo họ Chó. Nó sống ở Bắc Phi, Trung Đông và tây nam Á.